# Furanosa

Beta-D-Fructofuranosa

Furanosa es un término colectivo para carbohidratos que tienen una estructura química pentagonal que incluye un anillo de cuatro átomos de carbono y uno de oxígeno. El nombre deriva de su similitud con el compuesto heterocíclico furano, aunque una furanosa no presenta enlaces dobles.

## Propiedades Estructurales

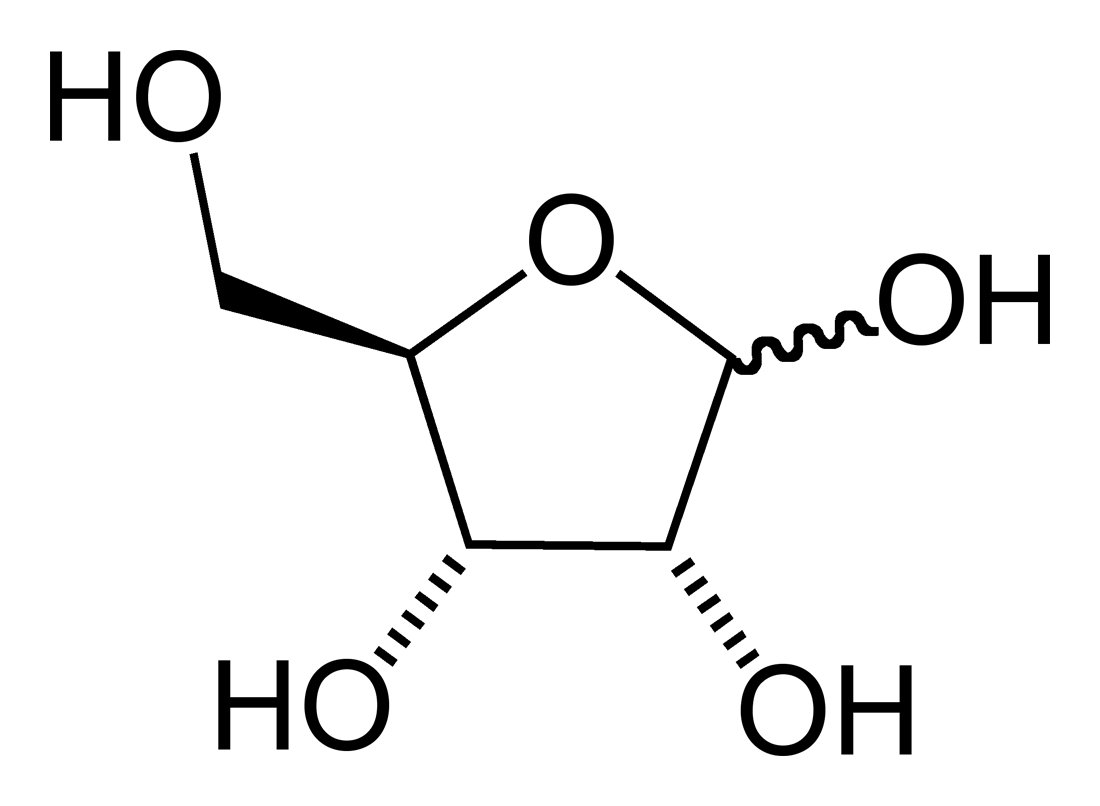
La estructura química de la ribosa en su forma furanosa. El enlace ondulado indica una mezcla de β-ribofuranosa y α-ribofuranosa.

El anillo de la furanosa puede ser un hemiacetal cíclico de una aldopentosa, o un hemicetal cíclico de una cetohexosa.
La estructura en anillo de la furanosa consiste de cuatro átomos de carbono y uno de oxígeno, con el carbono anomérico a la derecha del oxígeno. El último carbono quiral (generalmente a la izquierda del oxígeno en una proyección de Haworth) determina si la estructura tiene una configuración D- o una L-. En una furanosa de configuración L-, el sustituyente del último carbono quiral apunta hacia atrás del plano, mientras que en una furanosa de configuración D-, ese carbono sale hacia adelante.
El anillo de la furanosa debe tener una configuración alfa o beta, dependiendo la dirección en la que apunte el hidroxilo anomérico. En una furanosa de configuración D-, la conformación alfa tiene al grupo hidroxilo se dirige hacia abajo, y en beta hacia arriba. Generalmente el carbono anomérico sufre mutarrotación en solución, resultando en una mezcla en equilibrio de configuraciones alfa y beta.